# Mozartův dub
Mozartův dub je památný strom, zdravý, rozložitý dub letní (Quercus robur) s vysokým, mírně prohnutým kmenem a pravidelnou kulovitou korunou s kostrbatými větvemi. Strom se nachází v Karlových Varech v městské čtvrti Drahovice v ulici Mozartova asi 30 m od křižovatky s ulicí Chodská, na okraji loučky pod věžovým domem. Solitérní strom má měřený obvod 339 cm, výšku 22 m (měření 2010).
Za památný byl vyhlášen v roce 2006 jako strom významný stářím a vzrůstem.

## Stromy v okolí
- Dub Moudrosti
- Dub Jana Ámose Komenského
- Hrušeň v Drahovicích
- Dub pod rozvodnou
- Buk u Harta